# Racek polární
Racek polární (Larus glaucoides) je středně velký druh racka ze skupiny „velkých bělohlavých racků.“ Od všech ostatních druhů, kromě racka šedého (Larus hyperboreus) se v dospělosti liší bílými špičkami křídel. Od racka šedého se pak liší subtilnější postavou a menšími rozměry.

## Výskyt
Racek polární hnízdí v Grónsku (anglický název Iceland Gull je od tohoto faktu odvozen) a na ostrovech arktické Kanady (Nunavut a sousední teritoria); jižnější populace jsou stálé, severnější táhnou na jih. Řada ptáků zimuje na Islandu (odtud anglický název Iceland Gull), v malém množství zalétají i dále do Evropy. Výjimečně zalétl také do České republiky, kde byl zjištěn v červenci 1990 v jižních Čechách.

## Fotogalerie

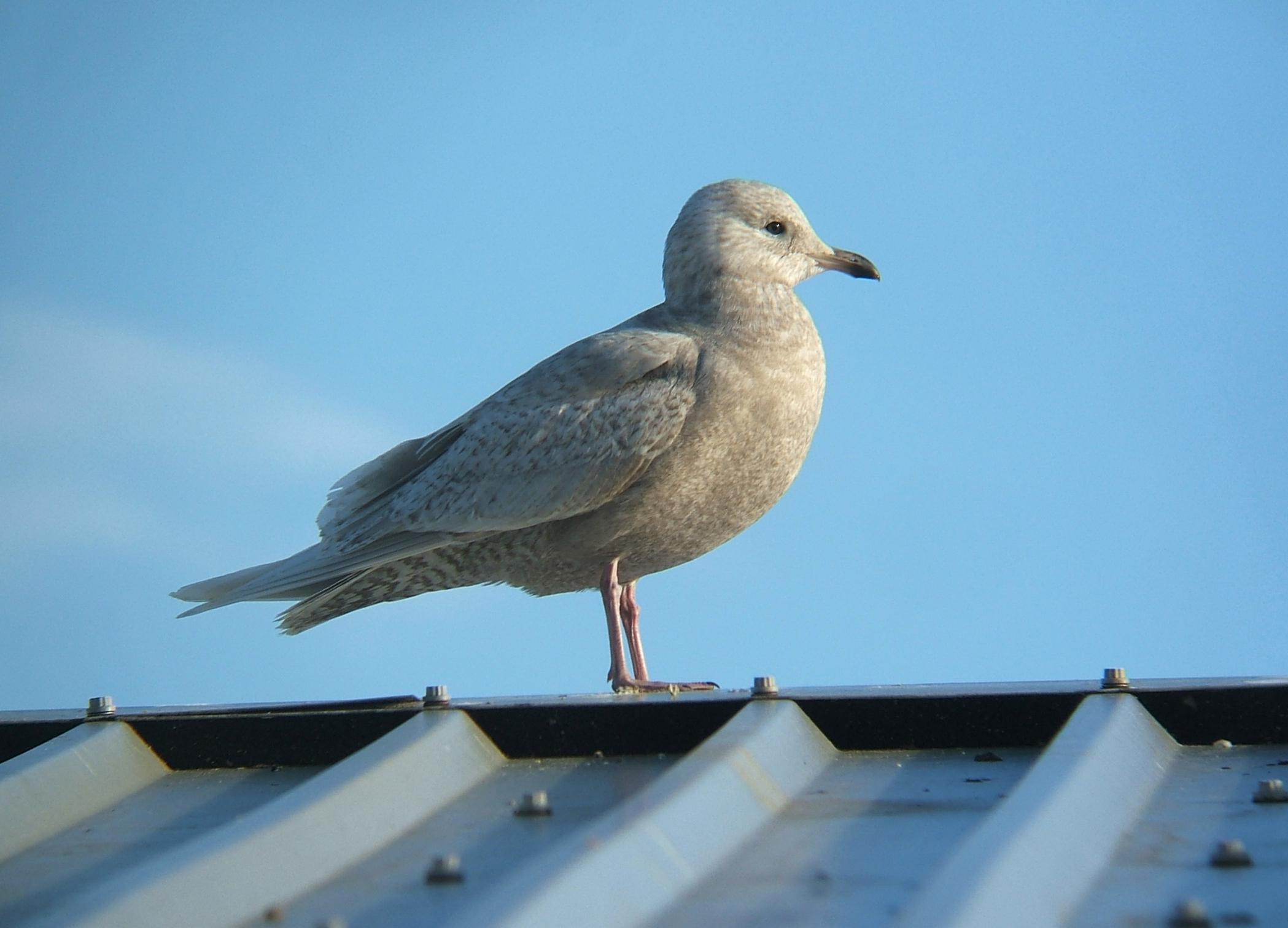
Tento pták v „šatu“ 1. roku zavítal až do Spojeného království
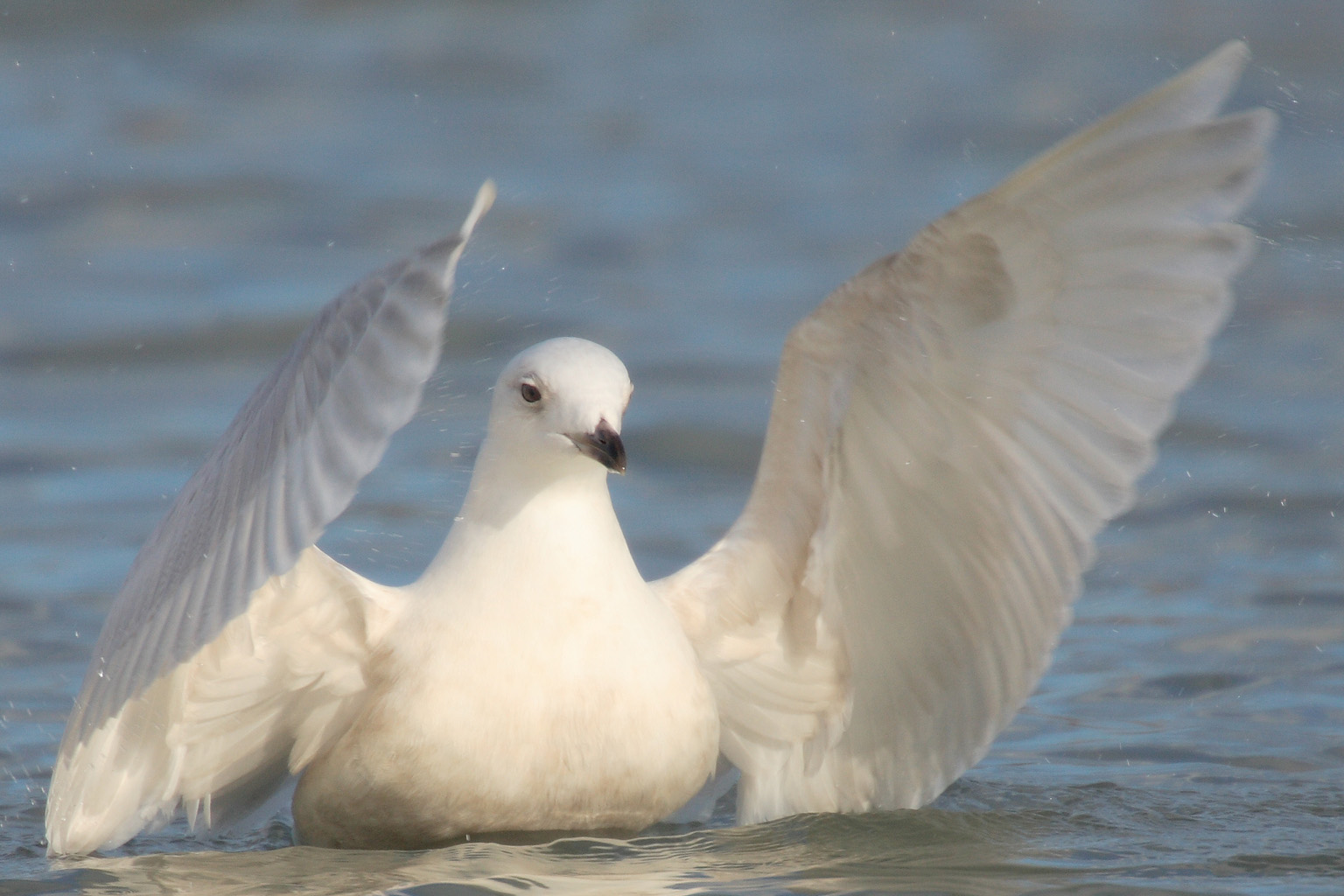
Na tomto snímku je patrné odlišné zbarvení na špičkách křídel
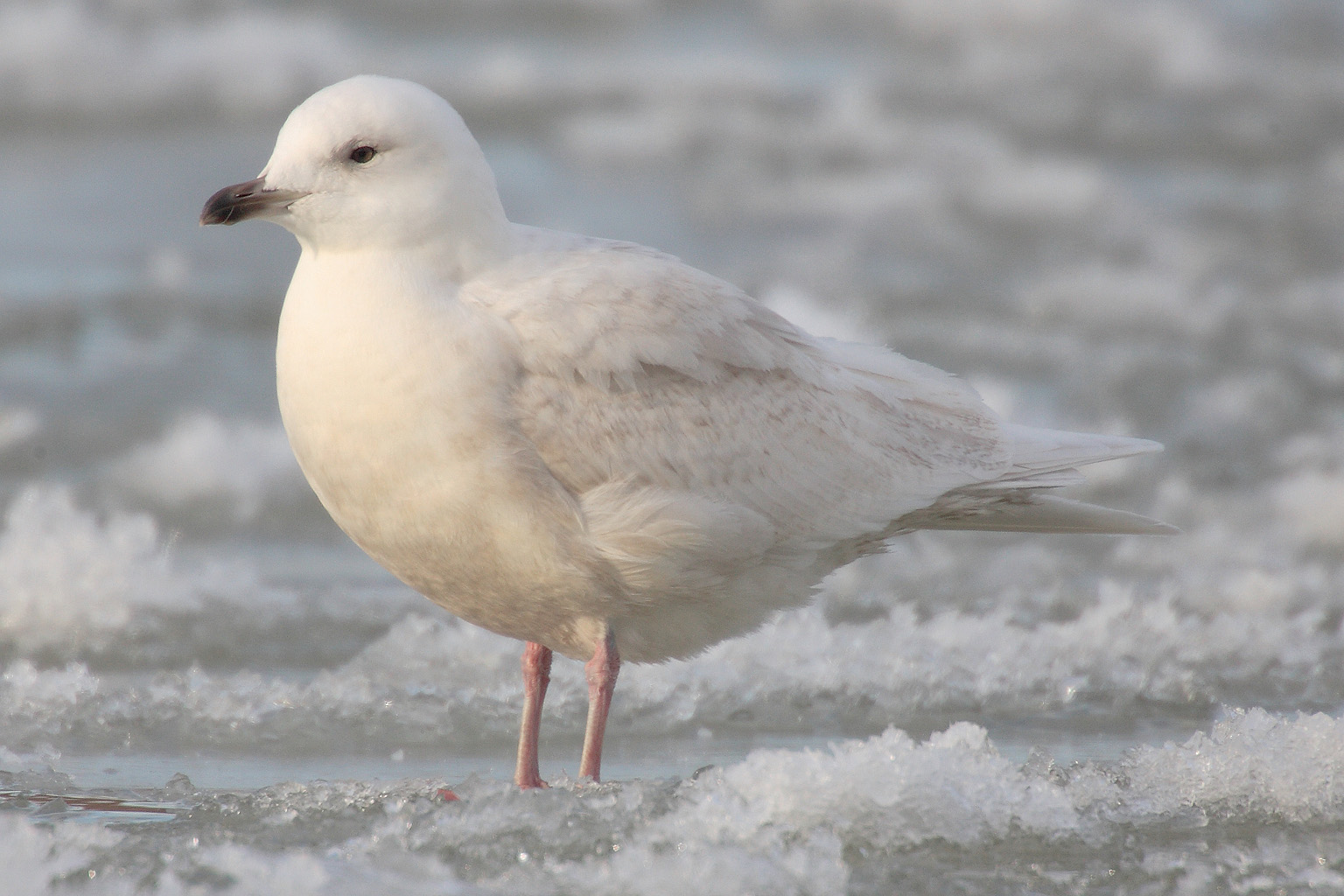
Racek polární, subadultní pták
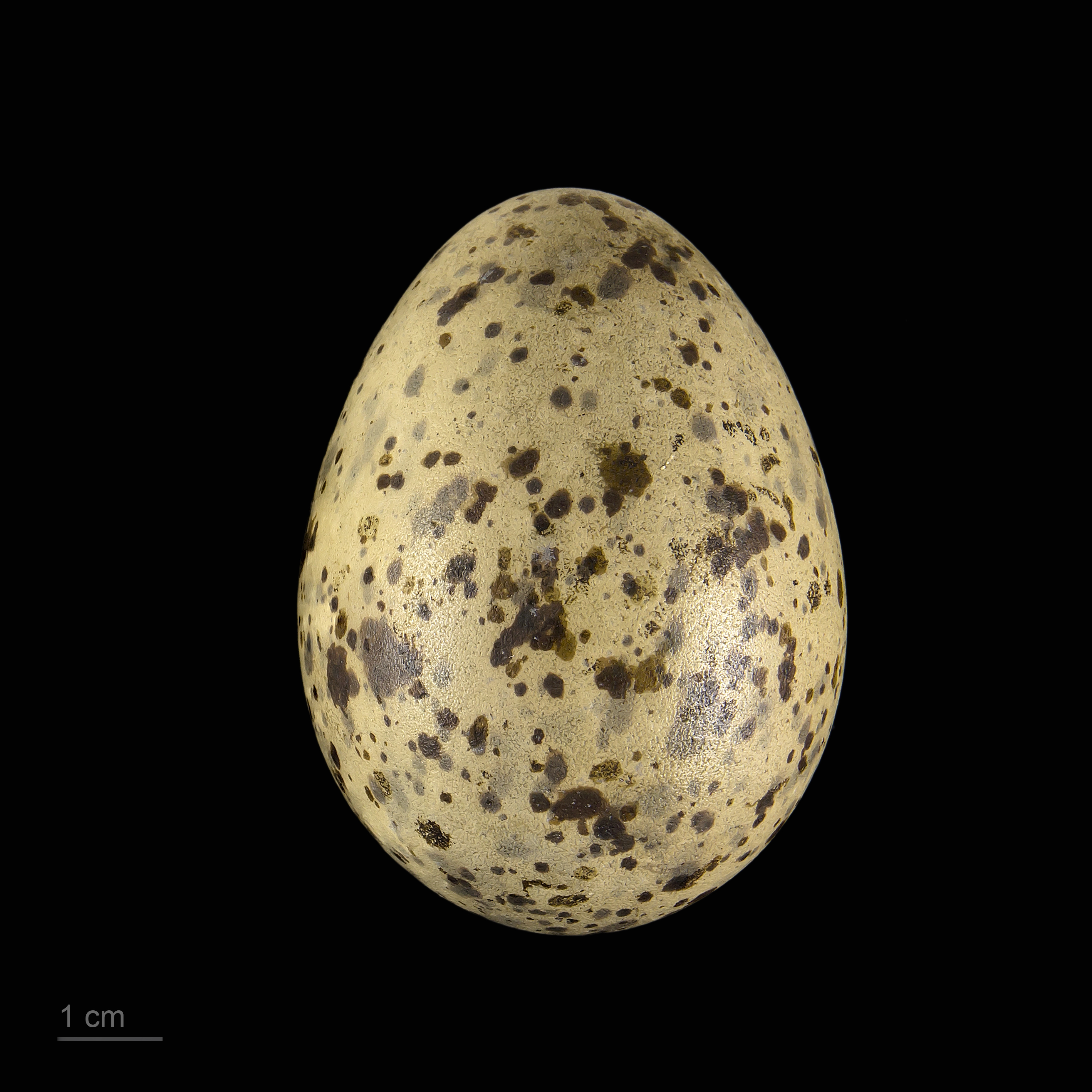
Museum specimen